# Мареммо-абруццкая овчарка
Мареммо-абруццкая овчарка (итал. Cane da pastore maremmano abruzzese), в просторечии маремма — порода сторожевых пастушьих собак, происходит из итальянских областей Маремма и Абруццо.

## История породы
Эта древняя порода собак — охранников стада происходит от овчарок области Абруццо, которые благодаря активно процветающему там овцеводству используются по сей день, и овчарок, ранее существовавших в тосканской Маремме и в Лацио. К середине XIX века сезонные перегоны скота из одной области в другую привели к естественному скрещиванию этих двух пород.
Таким образом, нет уверенности, в какой именно части Италии появилась эта порода. На эту тему велись ожесточённые споры. Поэтому флорентийский профессор Джузеппе Соларо в середине 1860-х годов дал породе двойное название.

## Внешний вид
Маремма — крепкая и выносливая собака. Рост взрослого кобеля достигает 65—73 см, вес — 35—45 кг, а суки — 60—68 см и 30—40 кг соответственно. Окрас этих овчарок исключительно белый, допускаются лимонные, светло-рыжие и бледно-бежевые оттенки шерсти. Мареммы имеют густую шерсть с густым подшёрстком. Большая морда напоминает медвежью. У этих овчарок большие висячие уши V-образной формы.